# Krahwinkel (Adelsgeschlecht)

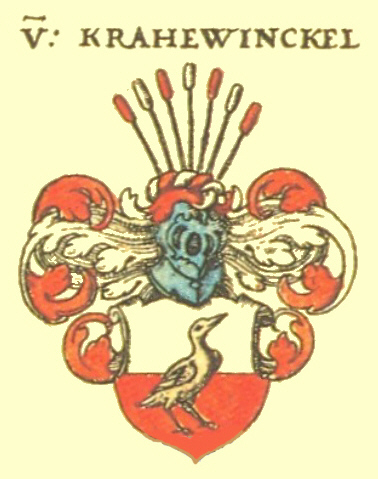
Wappen derer von Krahwinkel in Siebmachers Wappenbuch (1605)

Die adlige Familie von Krahwinkel, auch Krawinkel, war ein altritterliches Geschlecht im Bistum Merseburg und Kurfürstentum Sachsen.
Die hier behandelte Familie ist von dem westfälischen Adelsgeschlecht Crawinkel zu unterscheiden. Anton Fahne erwähnt ein zweites nicht verwandtes westfälisches Adelsgeschlecht Crawinkel, das im Wappen eine Glocke führte.

## Geschichte
Ende des 15. Jahrhunderts werden auch 2 Accoloti von Krawinkel, 1482 Hugo (möglicherweise identisch mit dem Haugk) und 1493 Melchiar von Krawinkel und 1497 Jost von Krahewinkel zu Glina (Gleina) erwähnt. In einer Pfortenser Urkunde von 1505 kommt ein Haugk von Kraewinkel vor und 1589 wird nochmals ein Jost von Krawinkel erwähnt. Das Geschlecht ist mit Georg Hans von Krawinkel auf Rohe 1625 vielleicht erloschen.

## Wappen
Blasonierung: Das Stammwappen zeigt im silbernen Schild eine schwarze Krähe. Auf dem Helm sind grün beblätterte Stängel, mit sechs schwarzen Rohrkolben fächerartig gestellt und rechts- und linkshin gebogen. Die Decken sind schwarz-silbern (schwarz-weiß).
Das hier gezeigte Wappen zeigt im von Silber und Rot geteilten Schild eine nach links gerichtete goldene Krähe. Auf dem Helm mit rot-silbernem Bund, sind sieben, abwechselnd rote und silberne Rohrkolben. Die Helmdecken sind rot-silbern (rot-weiß).